# Филипински език
Филипинският език (наричан още филипино, пилипино) е националният и един от двата официални езика на Филипините според филипинската конституция от 1987 г. Езикът е на практика стандартизирана версия на тагалог, австронезийски език, говорен като първи език от около 15 000 000 души във Филипините към 1995 г.

## История
Филипинският език е базиран на най-разпространения сред населението на островите местен език – тагалог (tagalog). Думата „тагалог“ означава „живеещ край река“. Много малко се знае за историята на езика преди идването на испанците през 16 век понеже няма запазени по-ранни текстове. Първата книга, за която се знае, че е написана на тагалог, е „Християнска доктрина“ от 1593 г. Тя е била написана на испански и две версии на тагалог – едната на местната писменост наречена „Baybayin“ (Уникод 1700-171F) и една на латиница.
През 1937 г., първото народно събрание на Филипините създава Националния Езиков Институт, който избира тагалог за основа на нов национален език. През 1961 г. този език е наречен „пилипино“ (pilipino), но по-късно е прекръстен на „филипино“ (filipino) в конституцията от 1972 г.
Понастоящем някои твърдят, че филипино е идентичен с тагалог, а според други филипино е смесица от тагалог, различни по-малко разпространени местни езици, английски и испански.